# Haemagogus mesodentatus
Haemagogus mesodentatus är en tvåvingeart som beskrevs av William H.W. Komp och Kumm 1938. Haemagogus mesodentatus ingår i släktet Haemagogus och familjen stickmyggor. Inga underarter finns listade i Catalogue of Life.